# Viggo Kampmann
Viggo Olfert Fischer Kampmann (Frederiksberg, 21 de juliol de 1910 - 3 de juny de 1976 à Store Torøje) va ser un polític danès. Membre del Partit Social-Demòcrata, va ser primer ministre de Dinamarca de febrer de 1960 a setembre de 1962.

## Biografia
Va obtenir una llicenciatura a la universitat de Copenhaguen en 1934. Va treballar com a economista i estadístic per a l'executiu i el sector de la indústria privada. De 1938 fins a 1948, va ser secretari de la comissió del fisc danès. El 1947 va ser nomenat cap adjunt del departament econòmic del Partit social-demòcrata.
En 1950, ell va integrar breument la conselleria del ministeri d'hisenda. Va ser elegit diputat en 1953 pel partit social demòcrata. Sota els executius de Hans Hedtoft i Hans Christian Hansen va tornar al ministeri d'hisenda.
A l'octubre 1958, va ocupar el càrrec de primer ministre en funcions a conseqüència de la malaltia de Hans Christian Hansen. Va ser nomenat Primer ministre el 19 de febrer de 1960. Dimiteix del seu càrrec el 3 de setembre de 1962 per problemes de salut. Es va retirar de la vida política i va morir al juny 1976 a la capital danesa.